# Mono (음반)

《mono》는 대한민국의 밴드 장기하와 얼굴들의 정규 5집이자 마지막 앨범이다. 2018년 11월 1일 발표되었으며, 발표와 동시에 장기하와 얼굴들은 해산을 공표했다.
앨범의 주제는 따로 없으며 장기하 자신이 생각하기에는 혼자라는 키워드가 중심이 된다고 하였다.
제목이 mono인 것은 장기하가 비틀즈 오리지널 LP를 들었을 때 느낀 감동이 이번 작업에서 다시 생각났으며, 지금에 와서는 열등할 기술일 수도 있는 모노 녹음이 너무나도 완성도가 뛰어나다 느껴 선택했다고 했다.

## 곡 목록
| #            | 제목                     | 재생 시간 |
| ------------ | ------------------------ | --------- |
| 1.           | 〈〈그건 니 생각이고〉〉 | 3:04      |
| 2.           | 〈〈거절할 거야〉〉      | 3:17      |
| 3.           | 〈〈나와의 채팅〉〉      | 3:17      |
| 4.           | 〈〈나란히 나란히〉〉    | 4:41      |
| 5.           | 〈〈등산은 왜 할까〉〉   | 3:08      |
| 6.           | 〈〈아무도 필요 없다〉〉 | 3:54      |
| 7.           | 〈〈나 혼자〉〉          | 3:14      |
| 8.           | 〈〈초심〉〉             | 3:16      |
| 9.           | 〈〈별거 아니라고〉〉    | 4:23      |
| 총 재생 시간 | 총 재생 시간             | 34:23     |